# Rue Cauchois
Pour les articles homonymes, voir Cauchois.
La rue Cauchois est une voie du 18e arrondissement de Paris, en France.

## Situation et accès
La rue Cauchois est une voie publique située dans le 18e arrondissement de Paris. Elle débute au 13, rue Lepic et se termine 7, rue Constance et impasse Marie-Blanche.

## Origine du nom
Elle porte le nom du propriétaire du terrain sur lequel l'impasse et la rue ont été ouvertes.

## Historique
Cette voie, ouverte en 1838 sous le nom d'« impasse Cauchois » était située jusqu'en 1860 dans l'ancienne commune de Montmartre qui fut absorbée par la rue Cauchois lors de son élargissement et de son extension.
Le peintre animalier, goguettier et philanthrope, Léon Huber (1858-1928), avait son atelier rue Cauchois.

## Bâtiments remarquables et lieux de mémoire
- No 3 : le peintre Amédée Buffet (1869-1933) avait à cette adresse son atelier parisien[1].
- No 7 : Lieu de résidence de l'acteur, dialoguiste, scénariste et chansonnier Raymond Souplex à son décès en 1972.
- No 10 : domicile du dessinateur et écrivain Raúl Damonte Botana, dit Copi. Le Conseil de Paris a voté le vœu d'apposition d'une plaque commémorative en sa mémoire[2].
- No 11 : domicile de l'homme politique Marcel Sembat et son épouse Georgette Agutte.
- No 14 (il n'y a pas de 14, rue Cauchois, voir le 14, rue Constance) : domicile de l'écrivain Pierre Mac Orlan.
- No 15 : le peintre Louis Charles Bombled (1862-1927) avait ici un atelier.
- No 15 bis : domicile de l'auteur dramatique Bernard-Marie Koltès (1948-1989). La Ville de Paris a voté l'apposition d'une plaque commémorative officielle[3].
- Daniel Darc, le chanteur du groupe Taxi Girl, et sa famille ont habité la rue Cauchois à partir de 1966[4].

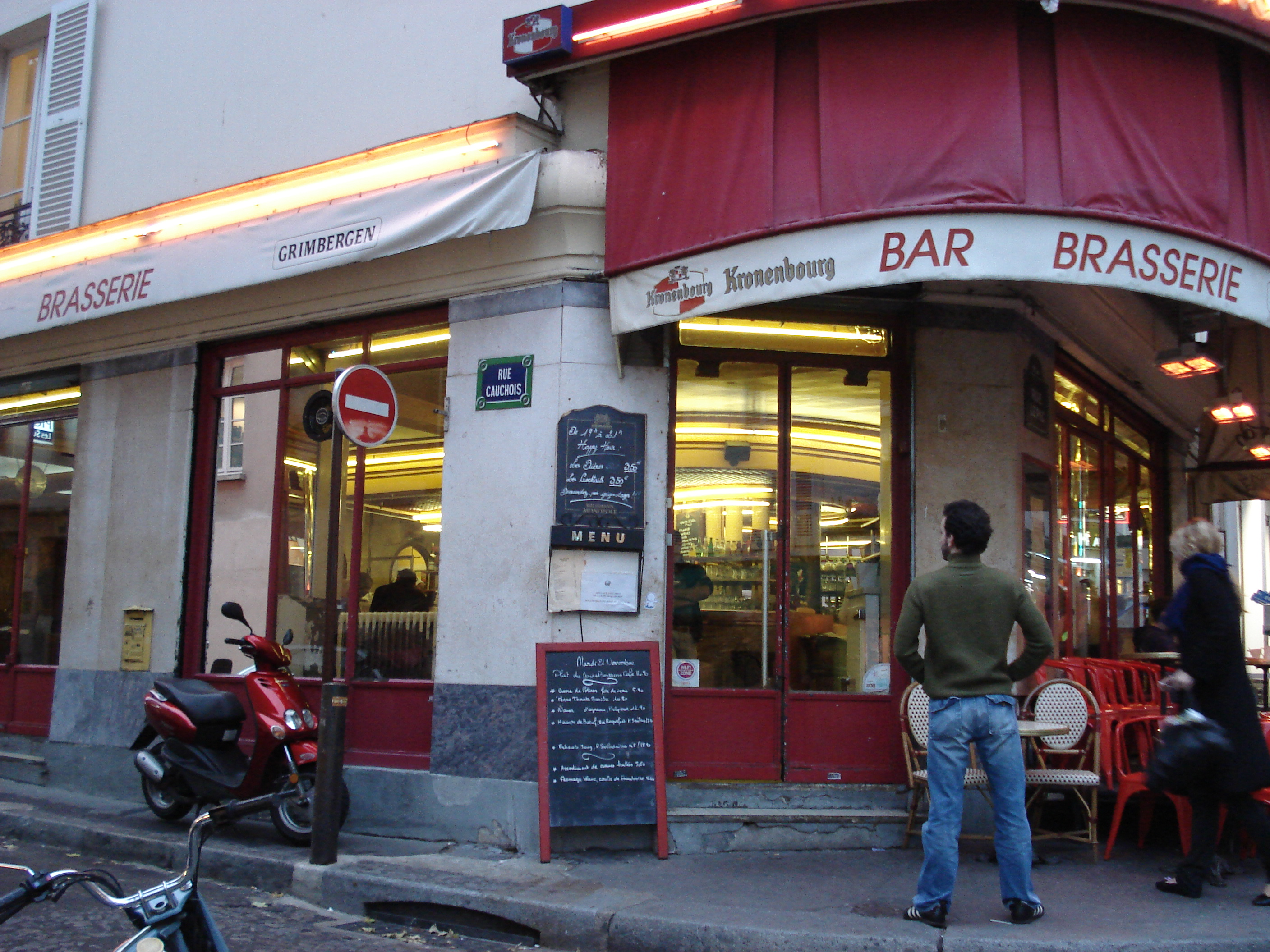
Café à l'angle de la rue Lepic.